# Oncești (Bacău)
Pour les articles homonymes, voir Oncești.
Oncești est une commune roumaine située dans le județ de Bacău.